# Погожев (Волгодонской район)
Пого́жев — хутор в Волгодонском районе Ростовской области.
Входит в состав Романовского сельского поселения.

## Население
| 1989 | 2002 | 2010 |
| ---- | ---- | ---- |
| 172  | ↗202 | ↗223 |

## Улицы
- ул. Гладкова,
- ул. Комсомольская,
- ул. Школьная.

## Известные уроженцы
- Гладков, Стефан Яковлевич (1907—1975) — советский военнослужащий, сержант, Герой Советского Союза.